# Pałac w Płoninie
Pałac w Płoninie – pałac znajdujących się na szlaku Zamków Piastowskich, położony na zachód od Bolkowa. Jest to renesansowa rezydencja.

## Historia
W 1545 r. na południowy wschód od zamku Niesytno członkowie rodu Jacob von Zedlitz zbudował dwór ozdobiony renesansową kamieniarką (m.in. portalem głównym i oknami o obramieniach zwanych fasciowymi). W XVII wieku rezydencja przechodziła kolejno na własność rodów von Glaubitz i von Redern, następnie von Maltzan oraz von Neidschut. W latach 1798–1810 prokurator wojskowy David Konrad von Graeve, który odnowił zaniedbany pałac, dobudowując do niego jedno skrzydło razem z wieżą zegarową.
Kolejnym właścicielem był m.in. marszałek dworu królewskiego w Berlinie Friedrich Wilhelm von Perposchar (1819 –1893). Od jego imienia pałac nazwano Wilhelmsburg.
Następna rozbudowa założenia pałacowo-zamkowego dokonana przez Juliusza von Bulov wzbogaciła go o mur obwodowy wokół dziedzińca dolnego, budynek bramny oraz taras ogrodowy. Zabezpieczono wówczas również część średniowieczną zamku. Kolejne modernizacje i naprawy miały miejsce w 1871 r. za sprawą Edwarda Webera i w 1909 r. pod przewodnictwem Eberharda hr. Saurma-Jeltscha.
Podczas II wojny światowej w pałacu mieścił się ośrodek wychowawczy dla rasowych dziewcząt niemieckich, a następnie obóz przejściowy dla współpracowników Abwehry pochodzących z Górnego Śląska oraz Rosjan służących w RONA. Mieszkali w nim także niemieccy lotnicy, którzy przygotowywali się do wysłania na front wschodni. W 1945 r. pałac uległ tylko niewielkim uszkodzeniom. Po wojnie pałac pełnił funkcję domu kolonijnego w sezonie letnim. W tym czasie popadał on w stopniową ruinę. Następnie właścicielem została Lubelska Fabryka Samochodów Ciężarowych. Próbowano wtedy przeprowadzić remont, jednak lokalna ludność rozkradła materiały budowlane.
Pałac przetrwał do lat 90. XX wieku. Od 1984 należał do Elżbiety Zawadzkiej-Malickiej. 2 lipca 1992 r. w wyniku podpalenia wybuchł pożar, który doprowadził pałac do całkowitej ruiny. Ocalały jedynie fragmenty zespołu bramnego. Zabudowania ulegały następnie dalszej dewastacji.

## Portal
Między 2000 a 2003 rokiem właścicielka pałacu przekazała do konserwacji renesansowy portal z datą 1545, elementy wystroju kamieniarskiego oraz altanę z pałacowego tarasu, bez zgłoszenia o tym konserwatorowi. Z powodu nieuiszczenia opłaty za konserwację, przedmioty te przejął właściciel zamku w Tarnowicach Starych. Portal został wmontowany w odrestaurowany zamek, a altana została na nowo wybudowana w tamtejszym parku. W razie odbudowy pałacu w Płoninie portal ma powrócić na pierwotne miejsce pod warunkiem zwrotu kosztów renowacji i transportu. Właściciel zamku w Tarnowicach Starych oświadczył, że istnieje możliwość wymontowania portalu, jednakże może to spowodować uszkodzenie elementów kamiennych. Razem z portalem został odkuty kartusz herbowy, nie znajduje się on jednak w Tarnowicach Starych.
W 2012 r. pałac zmienił właścicieli, którzy rozpoczęli prace remontowe.

## Galeria

Herb Perponcher Sedlnitsky
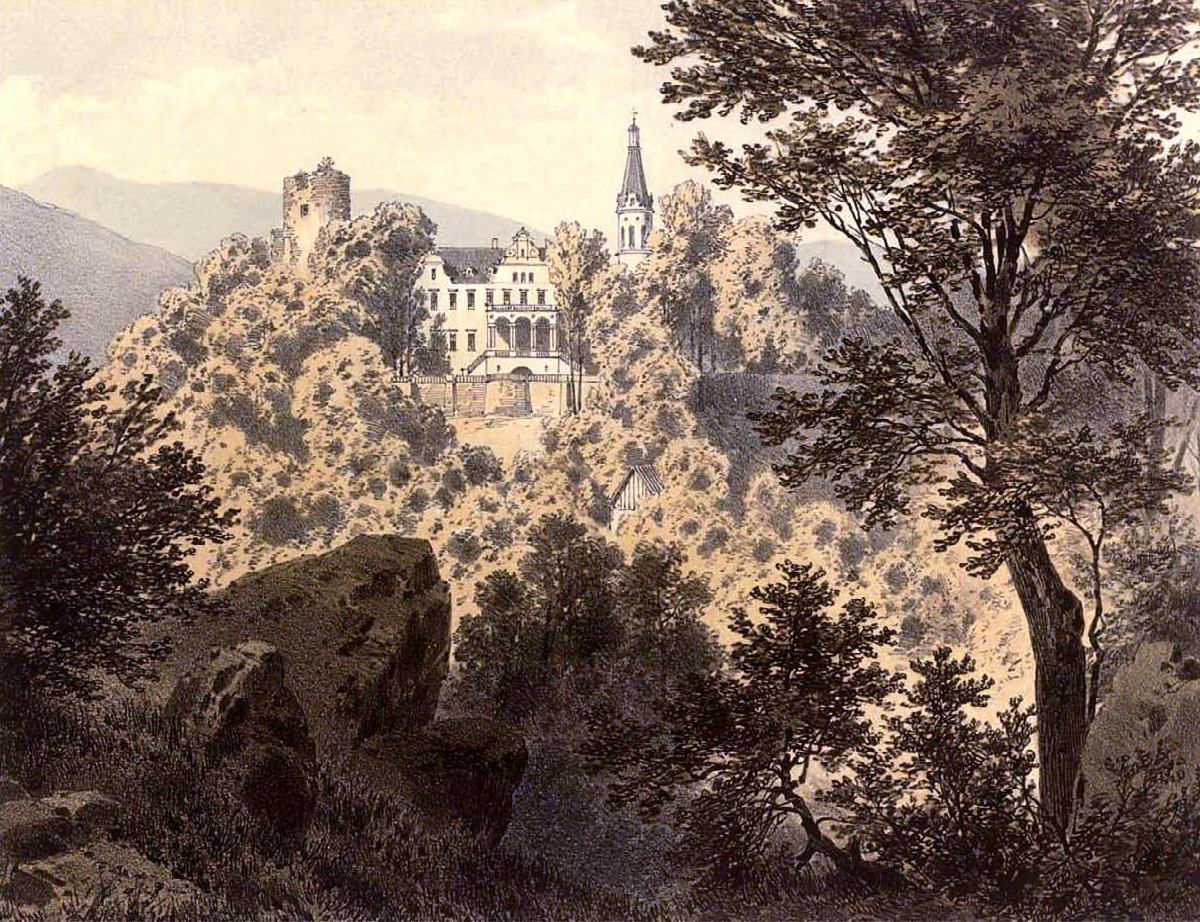
Pałac i ruiny zamku między 1857 a 1883 na litografii Aleksandra Duncker'a
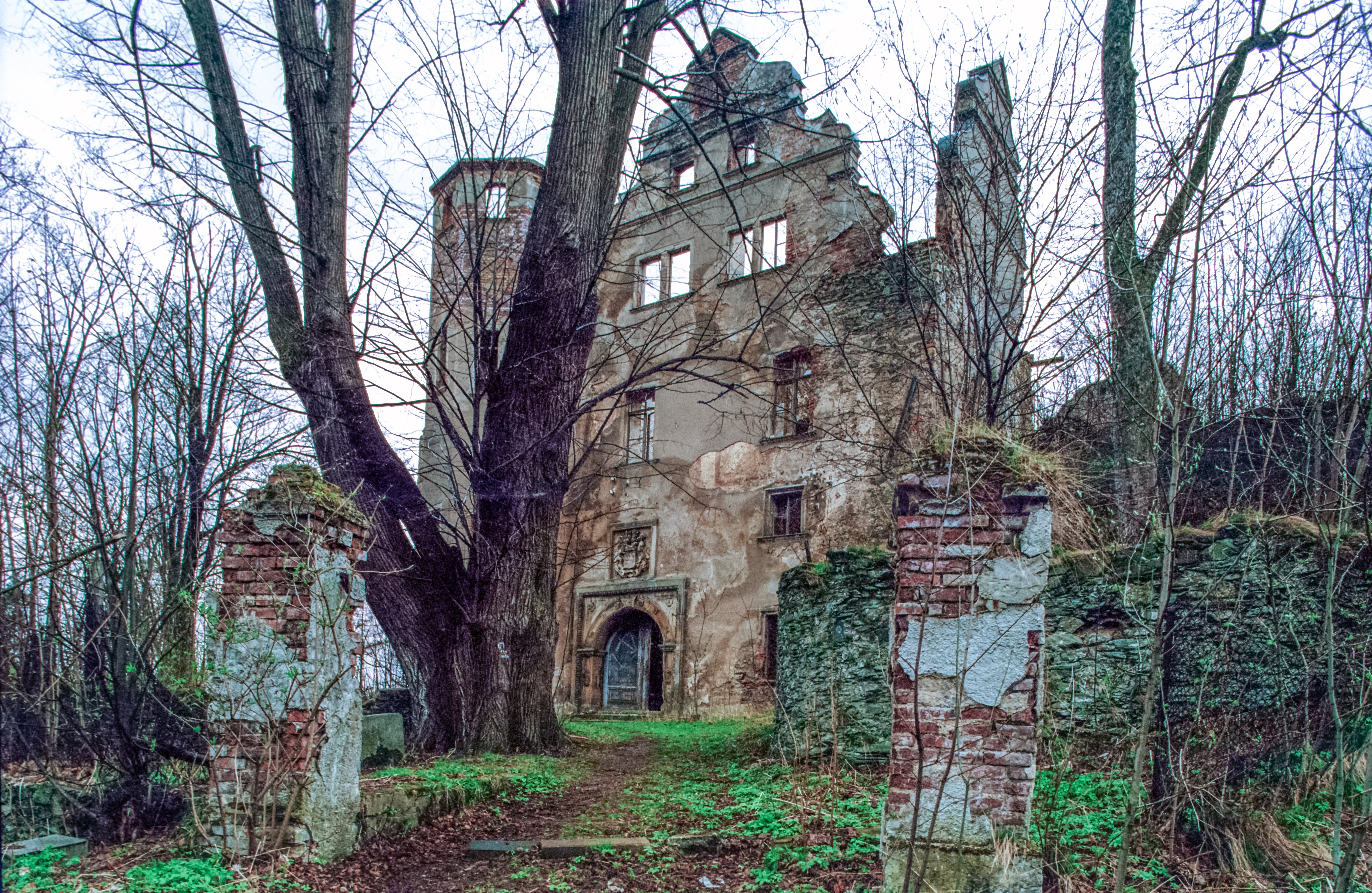
Pałac od strony wschodniej, wejście z renesansowym portalem
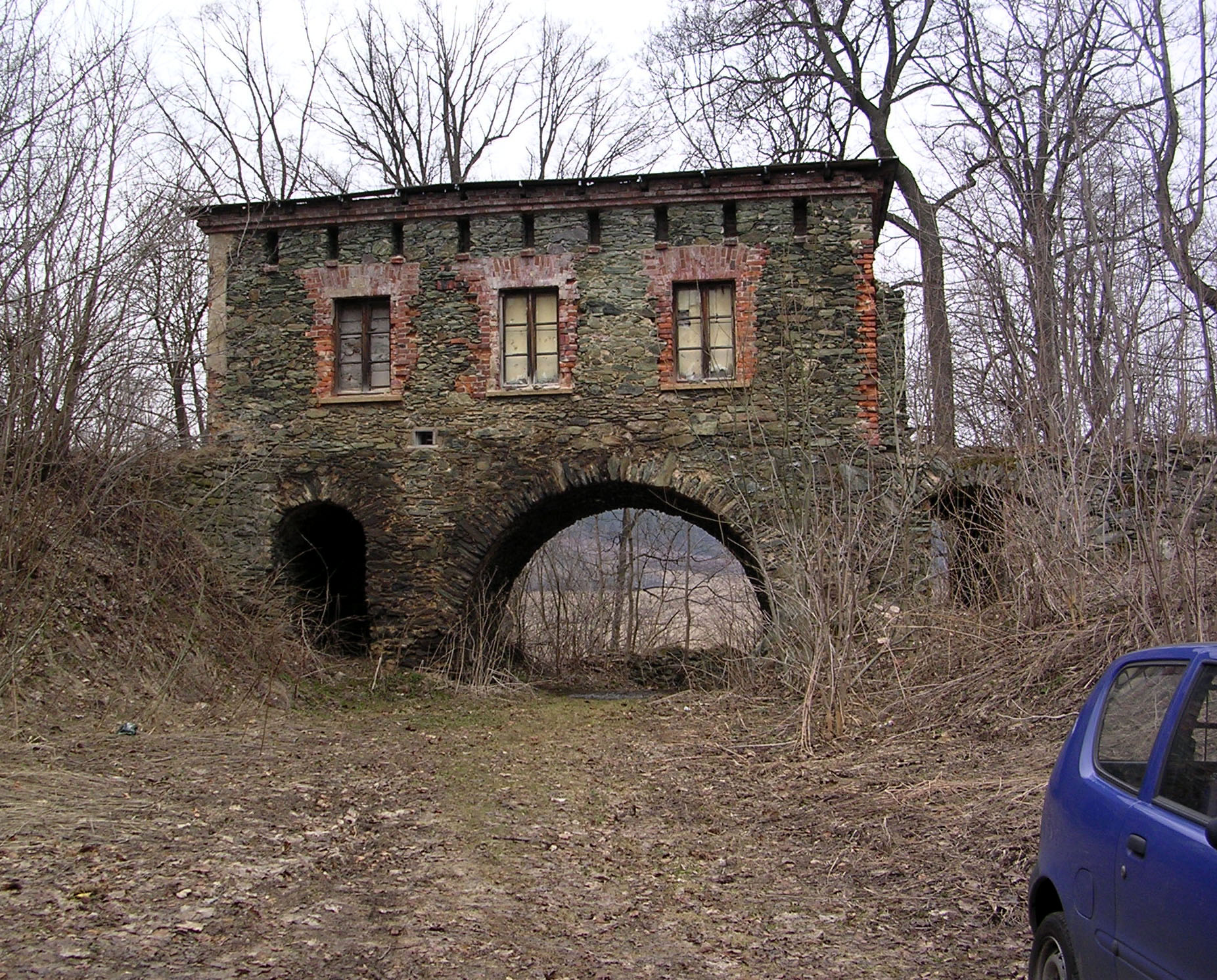
Budynek bramny z XIX wieku
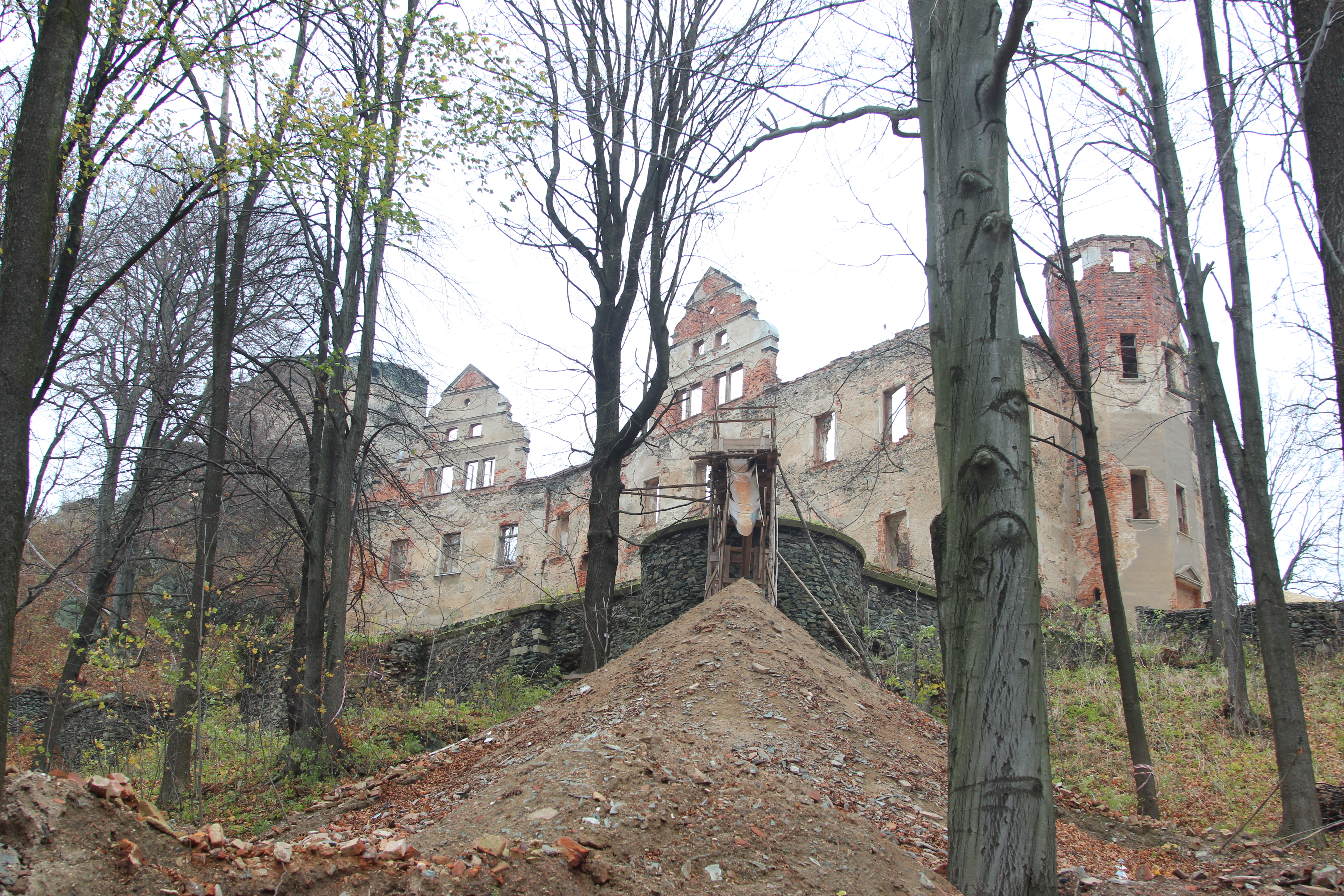
Pałac, na pierwszym planie nowożytne umocnienia bastejowe